# Casio World Open
Het Casio World Open  (カシオワールドオープンゴルフトーナメント, Kashio wārudo ōpun gorufu tōnamento)  is een golftoernooi van de Japan Golf Tour.
De eerste editie was in 1981 en werd gewonnen door de legendarische Lee Trevino. Sindsdien wordt het jaarlijks gespeeld in de maand november, sinds 2005 op de Kochi Kuroshio Country Club.

## Winnaars
| - 1981: Lee Trevino - 1982: Scott Hoch - 1983: Bernhard Langer - 1984: Sandy Lyle - 1985: Hubert Green - 1986: Scott Hoch - 1987: David Ishii - 1988: Larry Mize - 1989: Isao Aoki - 1990: Mike Reid | - 1991: Naomichi Ozaki - 1992: Isao Aoki - 1993: Tom Lehman - 1994: Robert Gamez - 1995: Seiki Okuda - 1996: Paul Stankowski - 1997: Mitsutaka Kusakabe - 1998: Brian Watts - 1999: Tsuyoshi Yoneyama - 2000: Toru Suzuki | - 2001: Kiyoshi Murota - 2002: David Smail - 2003: Katsumune Imai - 2004: David Smail - 2005: Toru Taniguchi - 2006: Jeev Milkha Singh - 2007: Taichi Teshima - 2008: Koumei Oda - 2009: Koumei Oda - 2010: Michio Matsumura | - 2011: Tadahiro Takayama - 2012: Jung-gon Hwang |

Casio is niet alleen de titelsponsor van dit toernooi, van 2013-2016 zijn zij ook de sponsor van Ryo Ishikawa.